# Geografía de Lesoto
El Reino de Lesoto es una nación montañosa, sin litoral, enclavada en el Centro–Este de Sudáfrica. La longitud total de las fronteras de Lesoto es de 909 kilómetros, y el país ocupa un área de alrededor de 30.355 kilómetros cuadrados, de los cuales un porcentaje insignificante está cubierto por aguas.

## Localización y extensión
Lesoto es un país enclavado en Sudáfrica, localizado en los 29°30′ latitud Sur y los 28°30′ longitud Este aproximadamente. Con un área de 30.355 kilómetros cuadrados, Lesoto ocupa el 141.er lugar entre los 244 territorios autónomos existentes en el planeta. De esa extensión, es insignificante el porcentaje cubierto por aguas. Otra de las particularidades de la geografía de esta nación es la de ser una de las tres en el mundo que están completamente rodeadas por otro país, junto con San Marino y la Ciudad del Vaticano, ambos rodeados por Italia. Esta condición de estado mediterráneo rodeado por otro país —en este caso, Sudáfrica— hace que dependa económicamente en gran medida de esta última nación. Por ejemplo, el puerto más cercano mediante el cual Lesoto puede transportar sus exportaciones e importaciones es Durban, en Sudáfrica.

Países según su área. Lesoto, ubicado al Centro-Este de Sudáfrica, ocupa el lugar 141.

## Orografía e hidrografía

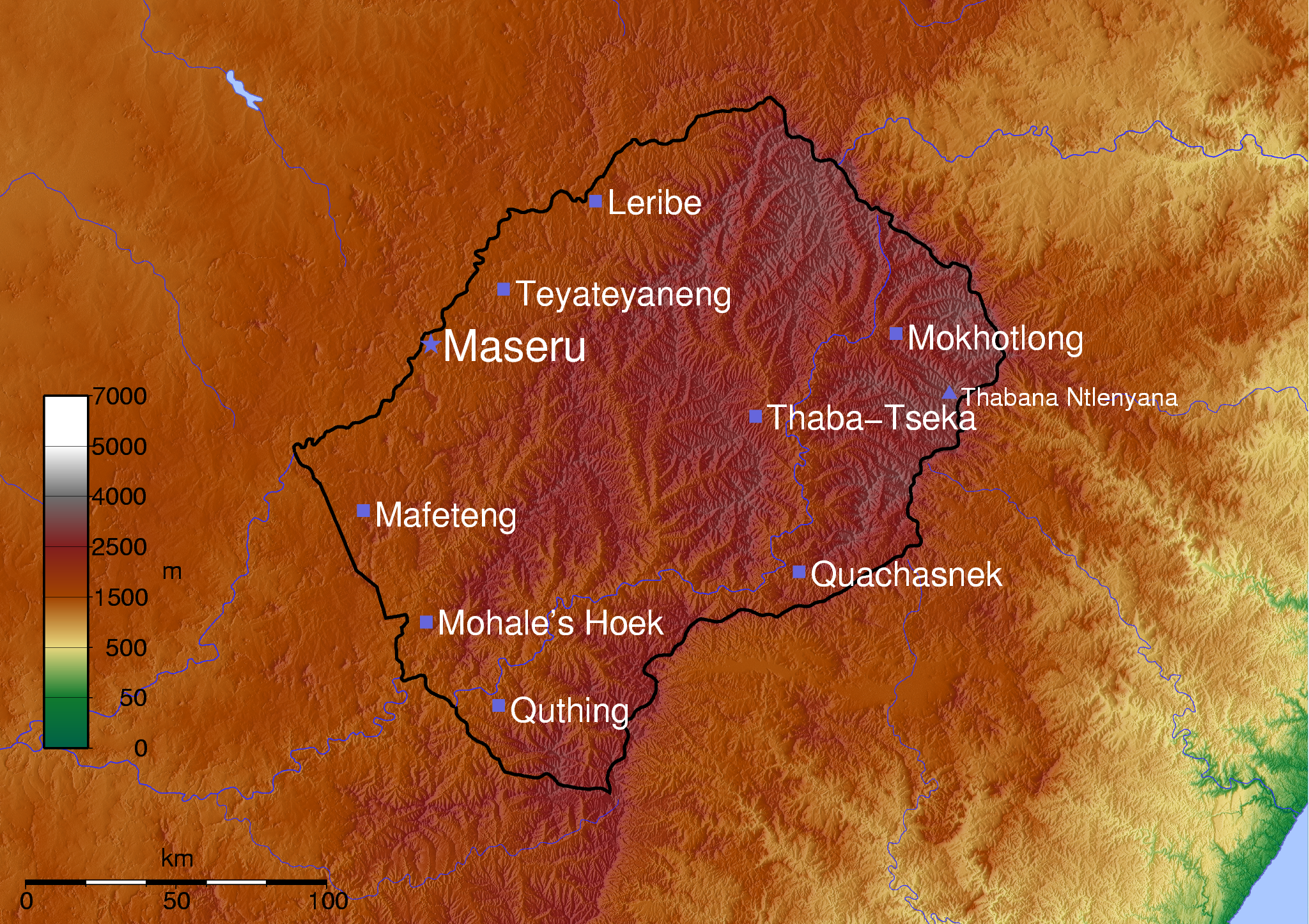
Mapa satelital de Lesoto en el cual se observan, además de su composición orográfica, sus principales ciudades.

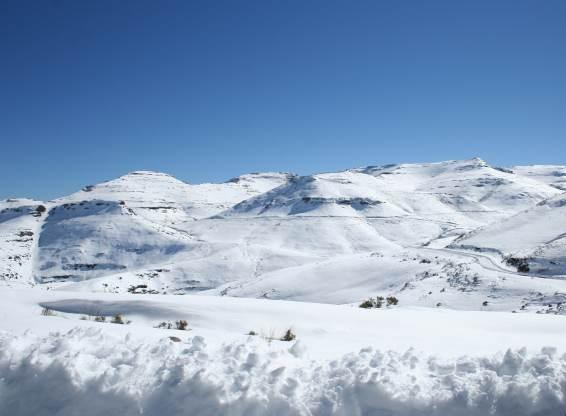
Montañas Maloti en Lesoto.

Orográficamente, Lesoto se divide en tres grandes regiones:
- La Llanura, que se extiende por las orillas sureñas del Río Caledon y el valle del Río Senqu.
- Las Tierras Altas, formadas por las cadenas montañosas del Drakensberg y Maloti en el Centro-Este del país.
- El Altiplano, que forma una división entre la Llanura y las Tierras Altas.[4]

El aspecto más notable de la geografía de Lesoto, además de su carácter de enclave, es que se considera el único Estado independiente del mundo que se encuentra enteramente por encima de 1.000 metros de altura. Su punto más bajo está a 1.400 metros en la intersección de los ríos Orange y Makhaleng, cercanos a la frontera con Sudáfrica, lo que lo convierte en el punto más alto dentro de las cotas nacionales más bajas del planeta. Curiosamente, esta cota inferior es más alta que el punto más alto de 93 países. Cabe considerar que más del 80% del territorio se encuentra por encima de los 1800 metros sobre el nivel del mar. El pico más alto de la nación es el Thabana Ntlenyana, con 3.482 metros.
Lesoto descansa sobre el Supergrupo Karoo, una larga unidad estratigráfica que consiste principalmente en areniscas y roca pizarra. Las turberas se pueden encontrar en las Tierras Altas, más precisamente en el escarpe montañoso cerca de la frontera oriental. La cumbre de Thabana Ntlenyana está parcialmente rodeada de pantanos.
Aunque muy poco del territorio lesotense está cubierto por agua, los ríos que recorren todo el país son una parte importante de la economía de esta nación. Gran parte de los ingresos brutos de Lesoto provienen del agua, ya que se aprovechan para la generación de energía hidroeléctrica.
El río Orange nace en las montañas de Drakensberg —en el Noreste de Lesoto— y fluye a través de la longitud total del país antes de llegar a Sudáfrica, en el distrito de Mohale's Hoek en el Suroeste. El río Caledon marca la parte Noroeste de la frontera con Sudáfrica. Otros ríos son el Malibamatso, Matsoku y Senqunyane.

## División política

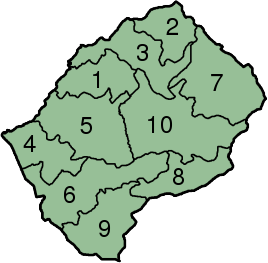
Distritos de Lesoto.

Lesoto está dividido en 10 distritos administrativos, cada uno con su propia capital, denominada camptown. Los distritos se subdividen en 80 distritos electorales, que consisten en 129 consejos comunitarios locales.
Los distritos de Lesoto —en orden alfabético y numérico según el mapa— son:
- Berea
- Butha-Buthe
- Leribe
- Mafeteng
- Maseru
- Mohale's Hoek
- Mokhotlong
- Qacha's Nek
- Quthing
- Thaba-Tseka

## Clima

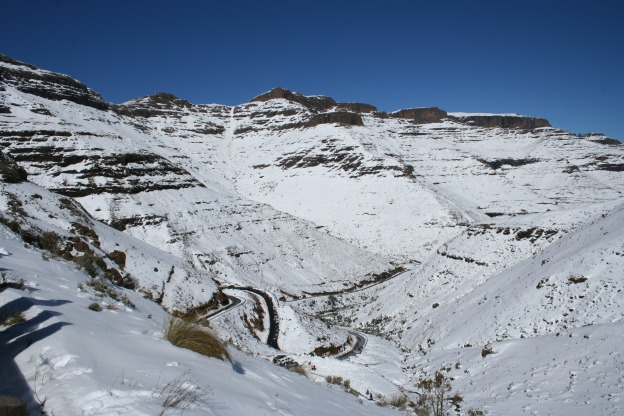
Nieve en el Paso Moteng, Lesoto.

Debido a su altitud, el clima de Lesoto es comparativamente más frío que el de otras naciones localizadas en la misma latitud. Por ello, se considera al país como continental dentro de la clasificación climática de Köppen. Es decir, con veranos cálidos e inviernos fríos. Maseru, y sus llanuras circundantes, a menudo llegan a 30 °C  en verano. Sin embargo, en esa misma zona los inviernos pueden ser fríos llegando a -7 °C de promedio, mientras que en las Tierras Altas el promedio puede llegar a alcanzar los -18 °C.
La precipitación anual varía entre alrededor de 600 milímetros en los valles de las Tierras Bajas y alrededor de 1.200 milímetros en las zonas del Norte y el Este, en el escarpe limítrofe con Sudáfrica. La mayoría de las lluvias ocurren en forma de tormentas de verano: el 85% de la precipitación anual cae entre los meses de octubre y abril. Los inviernos —entre mayo y septiembre— son por lo general relativamente secos y rigurosos. La nieve es común en los desiertos y valles bajos entre mayo y septiembre; en los picos más altos se puede experimentar la caída de nieve durante todo el año. Hay mucha diferencia anual en las cantidades de lluvia, lo que da lugar a sequías periódicas.

## Recursos naturales

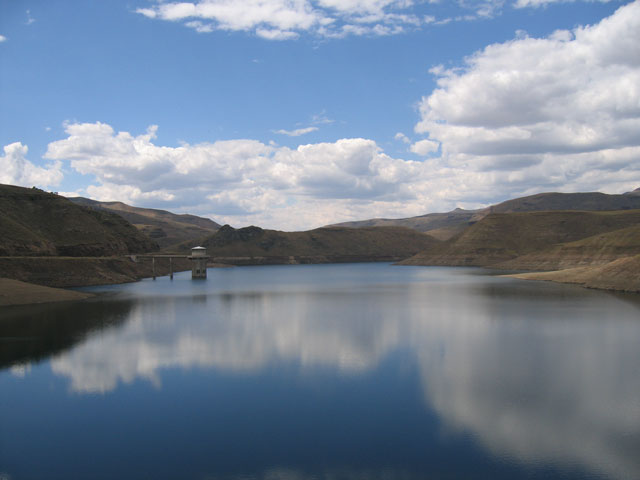
Presa y embalse Katse.

Lesoto es pobre en recursos naturales. Económicamente el recurso más importante es el agua. El Lesotho Highlands Water Project permite exportar agua de los ríos Malibamatso, Matsoku, Senqu y Senqunyane a Sudáfrica, al tiempo que le permite la generación de energía hidroeléctrica para las necesidades de Lesoto. En abril de 2008 se completó la primera fase del proyecto. Se calcula que el proyecto aporta un cinco por ciento al PBI de Lesoto, y cuando esté totalmente terminado podría suponer hasta un 20 por ciento.
Los principales recursos minerales son los diamantes de la mina de Letseng, en las montañas Maloti. La mina produce muy pocas piedras, pero obtienen el mayor precio por quilate de todas las minas de diamantes del mundo. Hay otros recursos minerales: carbón, galena, cuarzo, ágata y depósitos de uranio, pero su explotación no se considera viable comercialmente. Además, se han hallado yacimientos de arcilla, y se utilizan para la producción de cerámica, tejas y ladrillos.
Gran parte de la población se dedica a la agricultura de subsistencia, aunque sólo 10,71% de la superficie del país está clasificado como tierras cultivables y sólo el 0,13% tiene cultivos permanentes. Gran parte de la tierra cultivable ha sido arruinada por la erosión del suelo. Las más fértiles tierras de cultivo están en el Norte y el Centro de las Llanuras, y en los valles entre las Llanuras y las montañas. Grandes extensiones de las fértiles tierras de cultivo al Norte de Lesoto —en el Estado Libre, Sudáfrica— se perdieron a colonos europeos en las guerras durante el siglo XIX.

## Áreas protegidas de Lesoto

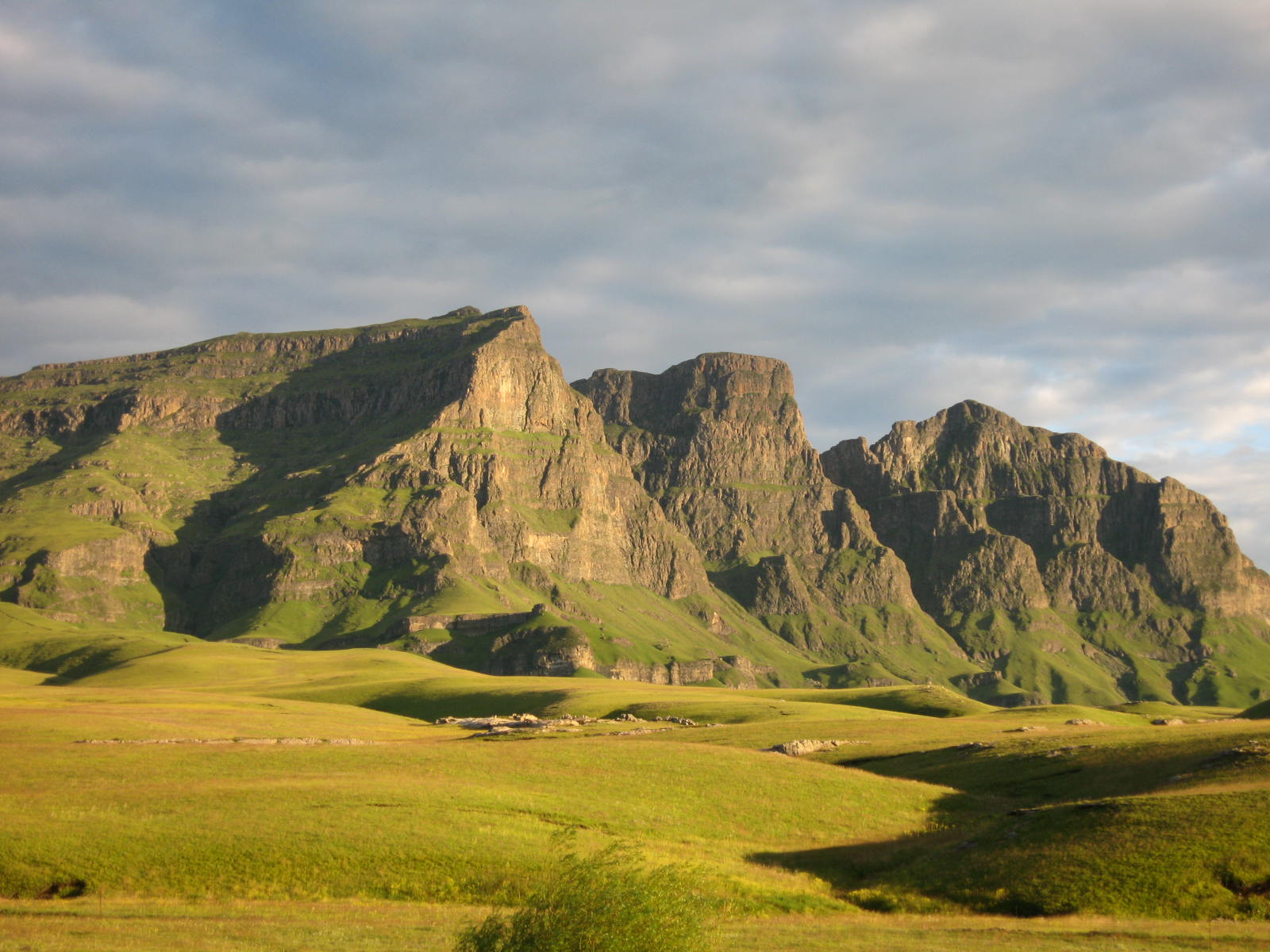
Parque nacional de Sehlabathebe

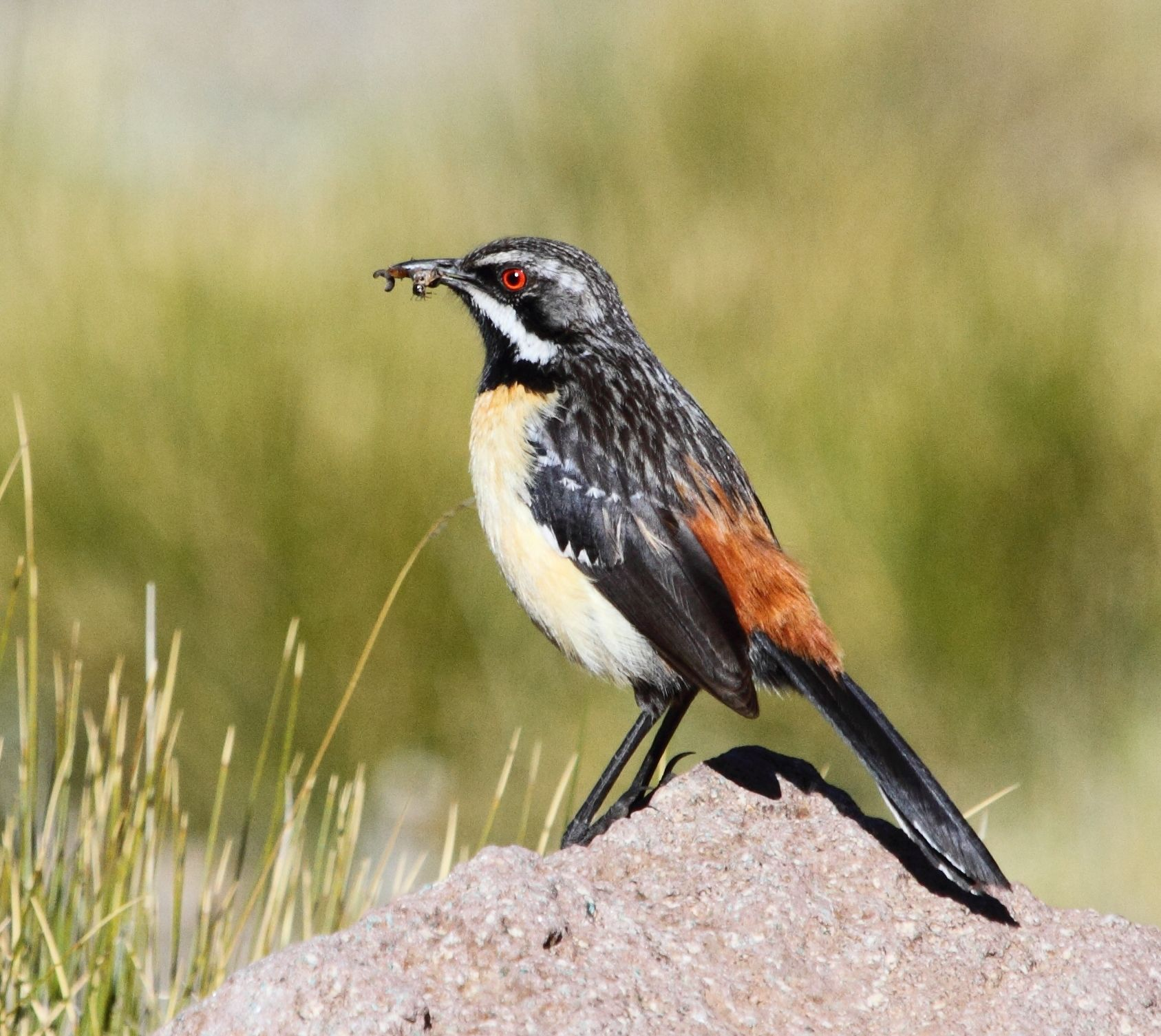
Satarrocas del Drakensberg, en Lesoto

En Lesoto, en 2024, según la IUCN, había 8 áreas protegidas con una extensión de 7163 km2, el 23,43 por ciento del territorio. de 30.575 km2, consistentes en 2 parques nacionales, 1 reserva natural, 1 área de desarrollo, 2 áreas gestionadas de pastos, 1 sitio Ramsar y 1 sitio patrimonio de la humanidad.
- Parque nacional de Sehlabathebe, 64,75 km2.
- Parque nacional Ts'ehlanyane, 56 km2.
- Área gestionada de pastos de Pelaneng-Bokong, 365 km2, en el centro-norte.
- Área gestionada de pastos de Pela-Ts'oeu, 220 km2, al norte de la anterior.
- Reserva natural de Bokong, 19,7 km2.
- Área de conservación y desarrollo de Maloti Drakensberg, 6324 km2, al estenordeste, en la cordillera Drakensberg.
- Sitio Ramsar de Lets'eng-la-Letsie, o lago Letsie, 4,34 km2, desde 2004 en 30°19′ S 28°12′ E con el número 1388.
- Sitio patrimonio de la humanidad del parque Maloti-Drakensberg, 2493 km2.